# Serrat de Sant Roc
El Serrat de Sant Roc és una serra termenal entre els municipis de Conca de Dalt, en el seu antic terme de Toralla i Serradell, i Senterada, al Pallars Jussà en el seu tros més elevat, però que entra en el terme de Senterada, per on discorre la major part del seu recorregut.
És a ponent dels pobles de Lluçà i de Reguard, i al sud-oest del de Cérvoles.
L'extrem nord-occidental del serrat és a la serra de Camporan, a la Capcera, de 1.695,8 m. alt., des d'on davalla cap al sud-est, fins que arriba a l'ermita de Sant Roc, que li dona el nom, i el turó del Codó, de 1.326,8 m. alt.